# Estación Santa Rosa (Alto Hospicio)
Santa Rosa fue una estación de ferrocarril que se hallaba en la actual comuna de Alto Hospicio en la Región de Tarapacá de Chile. Fue detención tanto del Longitudinal Norte y el Ferrocarril de Iquique a Pintados y actualmente se encuentra inactiva.

## Historia
La estación fue construida en los años 1920 como parte de las obras del Ferrocarril de Iquique a Pintados, que entraron en funcionamiento en noviembre de 1928.
La estación aparece consignada tanto en mapas oficiales de 1929 así como también en mapas de 1944 y 1961, lo que da cuenta de su actividad de manera constante.
La estación dejó de prestar servicios cuando finalizó el transporte de pasajeros en la antigua Red Norte de la Empresa de los Ferrocarriles del Estado en junio de 1975, siendo clausurada de manera formal el 15 de enero de 1979. Las vías del Longitudinal Norte fueron traspasadas a Ferronor y privatizadas, mientras que la estación fue abandonada. El 6 de septiembre de 1985 fue autorizado el levante de las vías en el tramo entre las estaciones Iquique y Las Carpas, lo que incluyó las vías de Santa Rosa.